# Racó Català
Racó Català es un medio de comunicación español íntegramente digital y exclusivamente en catalán editado por Tirabol Produccions, puesto en funcionamiento el 4 de marzo del año 1999 por los entonces estudiantes Joan Camp, Oriol Morell y Guillem Sureda.

## Descripción
Su orientación es de base independentista catalana y no está asociado a ningún partido político. Trata temas culturales, sociales o de actualidad principalmente de Cataluña, pero también de otras comunidades autónomas españolas, como la Comunidad Valenciana y las islas Baleares. También fue responsable de muchas campañas online en la defensa de la lengua catalana.
A principios de 2013 tenía más de 20 000 usuarios registrados[cita requerida] y en sus foros interactivos se habían publicado cerca de 5 millones de mensajes a lo largo de su historia. En febrero de 2013 se encontraba en la sexta posición de los diarios digitales en catalán que disponen de medición vía OJD Interactiva con más de 330 000 usuarios únicos mensuales. En septiembre de 2015 recibió 418 747 navegadores únicos según OJD.

### Reconocimientos
La entidad ha recibido subvenciones del Departamento de Medios de Comunicación de la Generalidad de Cataluña. Es miembro del área digital de la Asociación Catalana de la Prensa Gratuita (ACPG).
El periodista digital Saül Gordillo publicó en Racó Català las principales entradas de su blog en un espacio llamado 'Bloc sense fulls'[cita requerida] desde el 23 de mayo de 2006 hasta junio de 2009. 
En 2007 recibió el Premio Jaume I de la Institución Cultural de la Franja de Poniente,abril de 2013 recibió el Premio Joan Coromines de la Coordinadora de Asociaciones por la Lengua Catalana,y en junio de 2019 recibió el XXX Premio Conde de Urgell que otorga el Ayuntamiento de Balaguer por el fomento de la idea de los Països Catalans.

## Más allá de la red
Desde el año 2003, y de manera ininterrumpida, cada Día de Cataluña, Racó Català ha montado un puesto en el entorno del Arco de Triunfo de Barcelona durante toda la jornada, dentro de la Muestra de Entidades de los Països Catalans . [cita requerida]
En el campo de la música, Racó Català celebra cada primavera desde el año 2003 su fiesta de cumpleaños con un gran acto que incluye charlas y conciertos.[cita requerida] También ha estado junto con Capicua Produccions, coproductor desde el año 2005 de las Barrakes de Sentmenat, que se celebran a principios del mes de septiembre.[cita requerida] Y entre los años 2006 y 2010 también ha sido responsable de la Fiesta Anti-Hispanidad.[cita requerida]
El primer paso en el mundo de los libros fue el año 2008, cuando Racó Català patrocinó el 1r Premio de ensayo independentista, organizado por el portal web Meua.cat y con un jurado formado por Roc Casagran, Cesk Freixas y Francesc Ribera . El libro se presentó en la sede de Òmnium Cultural el 14 de abril de 2009 con la presencia de todos los autores.
También en el mundo del audiovisual, Racó Català coprodujo junto con el diario digital directo!cat 'Cubicles',[cita requerida] la primera web-serie catalana nacida, concebida y emitida solo por Internet.[cita requerida] El proyecto constaba de 7 episodios de unos 5 minutos de duración cada uno, que se colgaban cada lunes en los dos diarios digitales implicados desde el 16 de mayo hasta el 27 de junio de 2011. El guion corrió a cargo de Jair Domínguez y la producción a cargo de Joan Camp. Los actores principales fueron Txabi Franquesa, Miquel Malirach, Montse Rodriguez, Pep Payo y Xavier Pérez Esquerdo.[cita requerida] Entre los artistas que colaboraron cabe destacar Óscar Dalmau, Óscar Andreu, Berto Romero, Francisco Ribera, María Lapiedra o Jimmy Jump.[cita requerida]